# 4044 Erikhøg
4044 Erikhøg eller 5142 T-3 är en asteroid i huvudbältet som upptäcktes den 16 oktober 1977 av den nederländsk-amerikanske astronomen Tom Gehrels och det nederländska astronomparet Ingrid van Houten-Groeneveld och Cornelis Johannes van Houten vid Palomar-observatoriet. Den är uppkallad efter den danske astronomen Erik Høg.
Asteroiden har en diameter på ungefär 14 kilometer och den tillhör asteroidgruppen Eos.